# Tjalling Waterbolk
Harm Tjalling (Tjalling) Waterbolk (Havelte, 18 mei 1924 – Haren, 27 september 2020) was een Nederlands hoogleraar in de archeologie aan de Rijksuniversiteit Groningen.

## Leven en werk
Na zijn studie biologie in Groningen werkte hij als assistent palynologie van Albert Egges van Giffen. Daarmee kon hij de vakgebieden van de biologie en archeologie integreren. Hij promoveerde bij Van Giffen in 1954 op het proefschrift De praehistorische mens en zijn milieu. Van 1954 tot 1987 was hij hoogleraar-directeur van het Biologisch-Archeologisch Instituut van de Rijksuniversiteit Groningen als opvolger van Van Giffen, met de leeropdracht Prehistorie en Germaanse archeologie.
Hij voerde opgravingen uit in Drenthe, Groningen, Friesland en Limburg, maar leidde deze ook in het buitenland, in Zwitserland en Syrië.
Waterbolk publiceerde met name over de typologie van prehistorische en middeleeuwse huisplattegronden, versterkte nederzettingen in Noord-Drenthe, nederzettingsterritoria en bewoningscontinuïteit. In 1970 werd hij lid van de Koninklijke Nederlandse Akademie van Wetenschappen. Hij was tot op hoge leeftijd actief binnen zijn vakgebied en publiceerde in 2009 nog een standaardwerk over huisplattegronden in Noord-Nederland.
Harm Tjalling Waterbolk overleed in 2020 op 96-jarige leeftijd in zijn woonplaats Haren.

## Affaire Vermaning

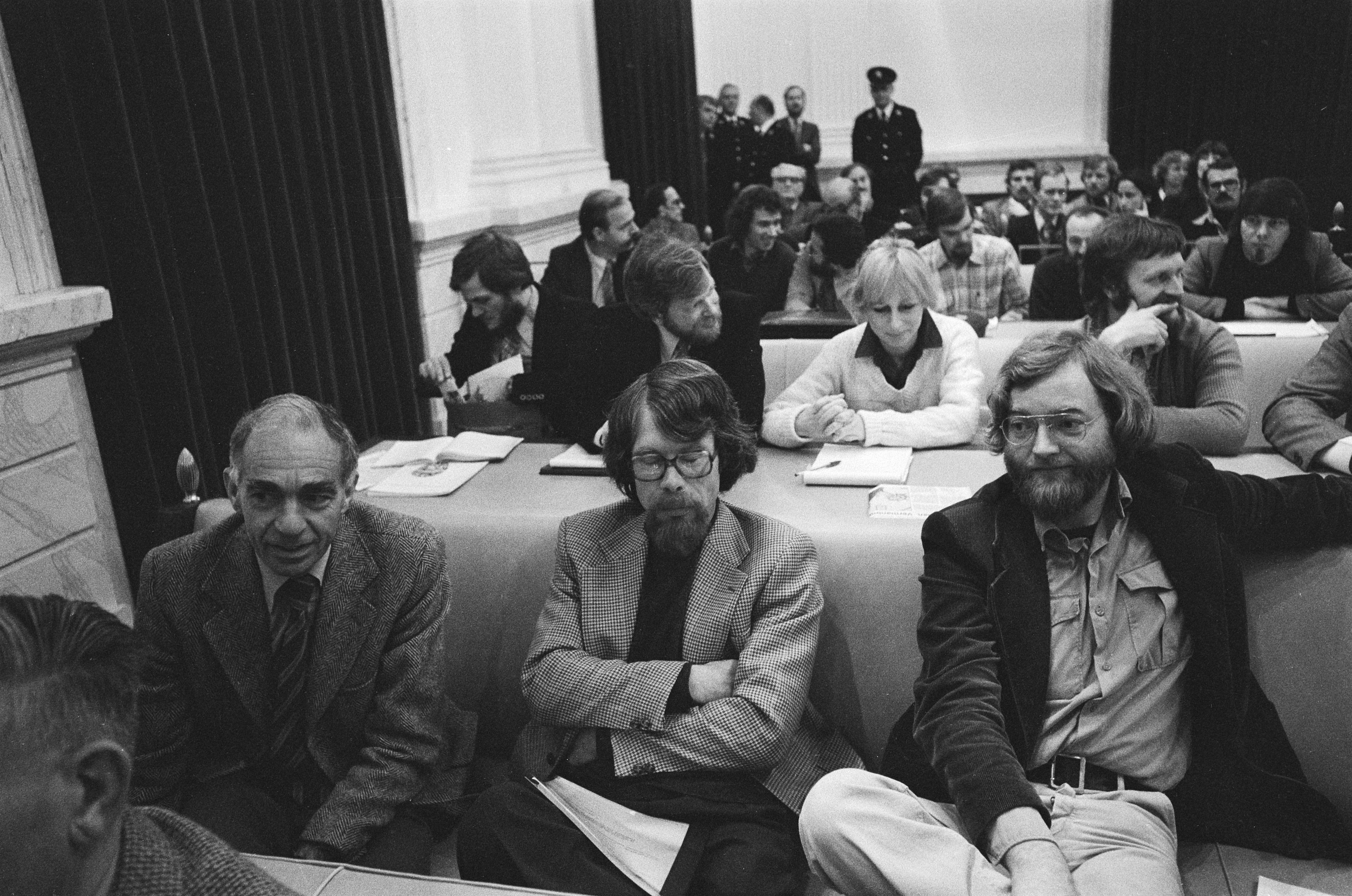
Waterbolk (links) tijdens het hoger beroep in het proces tegen Tjerk Vermaning (1978)

Waterbolks carrière zal altijd verbonden blijven met de affaire Vermaning. Deze amateur-archeoloog presenteerde spectaculaire vondsten uit Drenthe, die de bewoningsgeschiedenis van die streek met dertig à vijftigduizend jaar zouden verlengen. Oorspronkelijk steunde Waterbolk hem (ook financieel) en publiceerde hij over de vondsten, maar na onderzoek door Waterbolks promovendus Dick Stapert werd Vermaning vervolgd wegens verdenking van oplichting. Vermaning werd in 1977 veroordeeld, maar in hoger beroep in 1978 vrijgesproken. Waterbolk kwam in zijn herinneringen uit 2003 (Scherpe stenen op mijn pad) uitgebreid op de zaak terug.

## Promovendi
- Dick Stapert (proefschrift 1992)[5]
- Johannes Diderik van der Waals (proefschrift 1964)[6][7]

## Publicaties (selectie)
- Harm Tjalling Waterbolk: De praehistorische mens en zijn milieu. Een palynologisch onderzoek naar de menselijke invloed op de plantengroei van de diluviale gronden in Nederland. Assen, Van Gorcum, 1954 (Proefschrift Groningen)
- H.T. Waterbolk: Microscoop en spade. Inaugurele rede, Rijksuniversiteit Groningen, 1954
- J.D. van der Waals & H.T. Waterbolk: 'The middle palaeolithic finds from Hogersmilde'. In: Palaeohistoria. XV, 1973, p. 35-120
- H.T. Waterbolk: Scherpe stenen op mijn pad. Deining rond het onderzoek van de steentijd in Nederland. Groningen, Heveskes Uitgevers, 2003. ISBN 90-806727-5-0
- Jos Bazelmans, Jan Kolen: Werk van eeuwen. Gesprekken met Tjalling Waterbolk. Assen, Koninklijke Van Gorcum, 2015. ISBN 978-90-232-5416-4
- H.T. Waterbolk: Veranderend verleden - mijn zoektocht naar structuur in onze voorgeschiedenis. Onder redactie van W.A.B. Van der Sanden en F. de Vries. Groningen, Barkhuis Publishing, 2019, 304 pp. ISBN 9789492444950